# آرثر جريز فون رونس
آرثر جريز فون رونس هو مبارز بالسيف نمساوي راحل، مثّل بلاده في الألعاب الأولمبية الصيفية 1912.

## روابط خارجية
آرثر جريز فون رونس على موقع أوليمبيديا (الإنجليزية)